# Labassère
Labassère település Franciaországban, Hautes-Pyrénées megyében. Lakosainak száma 231 fő (2022. január 1.). Labassère Trébons, Astugue, Bagnères-de-Bigorre, Germs-sur-l’Oussouet, Neuilh és Pouzac községekkel határos.

## Népesség
A település népességének változása:
| Lakosok száma | 241  | 234  | 235  | 236  | 236  | 234  | 234  | 231  |
|               | 2013 | 2015 | 2017 | 2018 | 2019 | 2020 | 2021 | 2022 |